# Ukierunkowana złożoność
Ukierunkowana złożoność (ang. specified complexity) – pojęcie zapożyczone przez matematyka i teologa Williama Dembskiego, teoretyka koncepcji inteligentnego projektu od badacza biogenezy, Leslie Orgela, który użył go jako kryterium rozróżniania obiektów żywych od nieożywionych:
„Krótko mówiąc, organizmy żywe wyróżnia ich ukierunkowana (zorganizowana) złożoność. Klasycznymi przykładami prostych, dobrze ukierunkowanych struktur są kryształy, ponieważ składają się z bardzo wielu jednakowych, jednolicie rozmieszczonych cząsteczek. Okruchy granitu albo przypadkowe mieszaniny polimerów są przykładami struktur złożonych, ale nieukierunkowanych. Kryształy nie spełniają kryterium życia, bo brak im złożoności, mieszaninom polimerów zaś brak ukierunkowania.”
Zdaniem Dembskiego natomiast ukierunkowana złożoność jest zbiorem cech obiektu, zjawiska będącego efektem działania inteligencji:
„Pojedyncza litera w alfabecie jest specyficzna, ale nie złożona. Długa sekwencja losowo wybranych liter jest złożona, ale nieukierunkowana. Sonet Szekspira jest zarówno złożony, jak i ukierunkowany.”

## Filtr wyjaśniający
William Dembski podjął się wyłuskania ze wszystkich dziedzin wykrywających inteligentne działania (kryminalistyka, kryptologia etc.) wspólnego kryterium rozpoznawania projektu. Zaproponował filtr wyjaśniający, według którego wszystkie obserwowane zjawiska można wyjaśnić na trzy wzajemnie wykluczające się sposoby:
1. przypadek
2. konieczność (odwołanie się do regularności prawa przyrodniczego)
3. inteligentny czynnik

Aby uzasadnić wniosek o inteligentnym projekcie, należy – według Dembskiego – spełnić dwa warunki:
- złożoność – wysoki stopień złożoności obiektu pozwala domniemywać, że nie powstał on przez przypadek; złożoność jest utożsamiana z małym prawdopodobieństwem wystąpienia badanego zjawiska.

Nie jest to warunek wystarczający do wniosku o projekcie, wynik w Toto Lotku jest wysoce nieprawdopodobny (wysoce złożony) jednak jest przypadkowy. Oprócz stwierdzenia złożoności musi zostać spełniony jeszcze warunek określany przez Dembskiego jako ukierunkowanie.
- specyfikacja – wykazywanie przez zjawisko pewnego wzorca, który jest znakiem inteligencji. Procedura specyfikacyjna polega na wykryciu wystąpienia określonego wzorca. Za przykład wzorca mogą posłużyć kamienie na plaży ułożone w napis „help me”.

Ukierunkowanie może oznaczać, że dane zjawisko pasuje do już znanego, niezależnego wzorca, o którym wiemy, że jest efektem inteligentnego działania (np. rozpoznanie w kosmicznym szumie sygnału będącego zakodowaną sekwencją liczb pierwszych) albo wzorca znajdowanego po fakcie (np. kryptoanaliza).
Ostatecznym kryterium wykrywania projektu jest więc ukierunkowana złożoność.

## Krytyka
Krytycy zarzucają Dembskiemu, że manipuluje definicjami tak, by uzyskać pożądany efekt. Ponieważ ukierunkowana złożoność jest (jak już stwierdził autor tego pojęcia, Orgel) cechą życia, to po przedefiniowaniu jej jako „kryterium rozpoznawania inteligentnego projektu”, automatycznie życie okazuje się wynikiem inteligentnego projektu.
Podobnym zabiegiem jest wymienne traktowanie wartości liczbowych różnych parametrów: złożoności (której miarą jest liczba bitów potrzebnych do jednoznacznego opisania układu), informacji (na gruncie teorii informacji Shannona zależnej od szansy losowego wystąpienia danego stanu – więcej informacji dostarczają stany mniej prawdopodobne) i prawdopodobieństwa (opisującego szansę wystąpienia danego stanu przy znanym rozkładzie). W swoich książkach Dembski unika podawania konkretnych wzorów i obliczeń mających dowodzić ID (a raczej wykazać niemożność naturalnego powstania złożonych struktur) za pomocą „ukierunkowanej złożoności”. Kiedy jednak to robi, popełnia rażące błędy. Jedyne wyliczenie „ukierunkowanej złożoności” według swego wzoru podjął w książce „No Free Lunch”, dla witki bakterii E. coli. W swych wyliczeniach założył całkowicie losowe powstanie od razu gotowych elementów witki tej akurat bakterii (a więc model kreacji witki z roztworu, a nie stopniowej ewolucji!). Uzyskał wynik rzędu 1020 możliwych wariantów, i odwołując się do pojęcia nieredukowalnej złożoności innego przedstawiciela ruchu ID, M. Behe, orzekł, że powstanie tej struktury etapowo jest niemożliwe w realistycznym czasie. Jednak pominięcie jakichkolwiek elementów ewolucji (mutacji, doboru naturalnego) w tym modelu sprawia, że testuje on de facto nieprawdopodobieństwo spontanicznej kreacji. Uwzględnienie minimalnych założeń ewolucji doprowadziło samego Behe do uzyskania wyników symulacji, w których takie struktury powstają bardzo szybko w skali geologicznej. Także obalenie tezy o nieredukowalnej złożoności witki (przez wskazanie jej licznych podzespołów funkcjonujących gdzie indziej w komórce) falsyfikuje jedyną podjętą przez Dembskiego konkretną próbę zmatematyzowania „ukierunkowanej złożoności”.
Z kolei „filtr eksplanacyjny” Dembskiego opiera się na wstępnej eliminacji zjawisk losowych lub wynikających z praw przyrody – pozostałe uważa za zaprojektowane. W rzeczywistości jednak, aby ocenić status badanego zjawiska, trzeba znać już wcześniej historyczny rozkład jego prawdopodobieństwa (czyli jako zjawiska przypadkowe filtr odsiewa te, o których musimy wcześniej wiedzieć, że są przypadkowe). W ostatnim węźle decyzyjnym z kolei Dembski utożsamia złożoność z niskim prawdopodobieństwem (a skąd wiadomo, jakie ono jest, jeśli zjawisko jest unikatowe i dopiero mamy ocenić jego status?), które z kolei utożsamia (a priori) ze świadectwem zaprojektowania.
Również jego podejście do teorii informacji zostało gruntownie skrytykowane. W szczególności nie znalazło uznania wśród specjalistów postulowane przezeń „prawo zachowania informacji”, głoszące, że ilość informacji w układzie może się zwiększać tylko za sprawą ingerencji czynnika inteligentnego, ani jego zastosowanie jako argumentu antydarwinowskiego. Odwołuje się ono m.in. do założenia, że istoty żywe są układami zamkniętymi (oczywiście nie są) oraz do niestandardowo rozumianej informacji (zamiast przyjętego powszechnie rozumienia Shannona, Dembski posługuje się swoją niedookreśloną definicją ukierunkowanej złożoności). Jednak nawet posługując się rozmytym, potocznym rozumieniem informacji, do jakiego odwołuje się Dembski w swych popularnych wystąpieniach, można wykazać, że domniemane „prawo zachowania” nie działa. Np. padający śnieg bez żadnej inteligentnej ingerencji zapisuje szereg informacji (o pogodzie, składzie atmosfery, pożarach itp.), które mogą z rdzeni lodowych odczytać badacze. Z kolei stopienie lodu bezpowrotnie unicestwia tę informację. Nawet nieożywione procesy fizyczne mogą więc dodawać i usuwać informację. Tym bardziej jest to możliwe w ewoluujących układach żywych (np. dzięki duplikacjom genów).